# Опалиха (микрорайон Красногорска)
Опа́лиха (ранее — деревня Опалихина, «сельцо Константиновское», «сельцо Алексеевское-Опалиха») — микрорайон города Красногорска Московской области (c 2004 года). Расположен в западной части Городского округа Красногорск, в 3-5 километрах от центра Красногорска и в 9 километрах от МКАД. До 2004 года — дачный посёлок.

## География
Опалиха со всех сторон окружена Опалиховским лесом, на её территории отсутствуют вредные производства, поэтому она считается экологически чистым районом. Опалиха имеет хорошее транспортное сообщение, в северной части Опалихи проходит Волоколамское шоссе, в южной части — Рижское направление Московской железной дороги и (платформа Опалиха) Линии МЦД-2.
Административное здание расположено на Есенинской улице, там же неподалёку находится пруд и зона отдыха.

## История

### Появление и происхождение названия
Авторы изданной в 1909 году книги «Спутник по Московско-Виндавской дороге» объяснили название посёлка тем, что здесь в XVII веке жил в государевой опале патриарх московский Никон. Однако исследователь Евгений Мачульский отмечает, что Опалиха никогда не принадлежала Никону, а её название было известно ещё за столетие до этих событий. Оно восходит к середине XVI века, когда в межевой грамоте 1542 года, которая определяла границы «плотницкой земли» Архангельского собора московского Кремля, в составе этой вотчины была названа деревня Опалихинская. Через несколько десятилетий эта деревня запустела и перестала принадлежать собору. В Писцовой книге 1584 года упоминается небольшое поместье служилого человека Ивана Губина, пожалованное ему из «порозжих» земель Поместного приказа, в которое входило три пустоши: «пустошь, что была деревня Владычня, пустошь что была деревня Опалихина, пустошь, что была деревня Загарье». Названия Опалихина и Загарье связываются с лесными пожарами, с помощью которых крестьяне освобождали новые места для пашни и селились около них, ставя деревни в 1-2 двора:6-7.
В Писцовой книге 1627 года отмечено, что поместье Ивана Губина снова попало в число порозжих «земель», а с середины XVII века территория Опалихи вновь заселяется и получает название «сельцо Константиновское, Опалиха тож», однако через пару десятилетий оно снова опустело и здесь остались лишь «двор вотчинника и двор бобыльский без людей». В 1672 году эту территорию отдали под поместье дьяку Тимофею Литвинову, а в 1673 году он выкупил поместье в вотчину. Писцовая книга 1686 года отмечает 8 человек в его дворе, 8 человек в бобыльских дворах и ещё 7 человек в бегах:7.

### XVIII — начало XX века
С 1704 года «сельцо Константиновское, Опалиха тож» приписано комнатному стольнику царя Иоанна V Алексеевича Василию Ивановичу Чаадаеву, прадеду писателя Петра Чаадаева. В 1709 году имение перешло к семейству Воейковых и далее записывается в документах как «сельцо Алексеевское, Опалиха тож»:7.
В XVIII — начале XX веков на территории Опалихи находилась усадьба Опалиха-Алексеевское, принадлежавшая Н. Е. Николеву. В 1825 году сельцо Алексеевское-Опалиха с 33 душами мужского и 25 женского пола купил князь Николай Борисович Юсупов. Он начал строительство пышной усадьбы с башнями и башенками, постройки которой впоследствии сохранялись до середины XX века:9-10.
В 1832 году после кончины Николая Борисовича Юсупова его сын Борис продал сельцо Алексеевское-Опалиха надворному советнику, лейб-медику Фёдору Христиановичу Рамиху. В период владения усадьбой Рамихом в Звенигородском уездном суде были зафиксированы массовые жалобы крестьян на жестокое обращение владельца с ними. Владение усадьбой Рамихом привело к продаже всех крестьян, и по документам сельцо числилось пустующим до самого XX века. В 1852 году усадьба имела статус выставленной на продажу, и в 1857 году была продана провизору Андрею Фёдоровичу Фабрихеру «на удовлетворение просроченной накладной надворного советника Ф. Х. Рамиха»:10.
В начале XX века имение приобрёл московский врач-новатор Пётр Фёдорович Фон Штейн. Часть территории своего имения он сдавал дачникам:10. Для повышения привлекательности сдаваемых участков фон Штейн добился прохождения через Опалиху Московско-Виндавской железной дороги и открытия в Опалихе железнодорожной станции в 1901 году.

### Советское время

#### 1920—1930-е годы
После революции 1917 года помещичья земля Опалихи была поделена крестьянами соседнего села Ново-Никольское на душевые наделы. До 1923 года в бывшем здании помещичьего дома находился крестьянский клуб, а затем разместилась детская колония «Васильки». С 1924 по 1934 год на территории Опалихи располагался Коммунистический университет трудящихся Востока имени И. В. Сталина, в котором обучались болгары, испанцы, китайцы.
Здание усадьбы Опалиха-Алексеевское было разрушено в 1930-е годы, и на его месте было возведено здание пансионата (дом отдыха «Опалиха») в архитектурном стиле сталинский классицизм:11. С 1934 по 1938 год пансионат принадлежал Научно-исследовательскому институту по изучению национальных и колониальных проблем (НИИНКП). С 1938 по февраль 1942 года здесь располагался дом отдыха Центрального комитета Международной организации помощи борцам революции (ЦК МОПР).

#### В период Великой Отечественной войны
В период Великой Отечественной войны в 1941—1942 годах линия фронта была всего в 15 километрах от Опалихи. В феврале 1942 года дом отдыха ЦК МОПРа был ликвидирован и в его помещениях был развернут эвакуационный госпиталь № 4032 Управления госпиталями Всесоюзного центрального совета профсоюзов (ВЦСПС). По окончании войны помещения госпиталя были переданы в ведение народного Комиссариата обороны, и с июля по сентябрь 1945 года здесь располагался Центральный дом отдыха Военно-воздушных сил РККА.

#### Послевоенный период
В советское время Опалиха получила известность как один из крупнейших дачных посёлков в ближнем Подмосковье, входивший в зону лесопаркового защитного пояса города Москвы, что обеспечивало высокие экологические характеристики территории дачного посёлка.
В летнее время количество жителей увеличивалось за счёт дачников и отдыхающих, пользовавшихся разнообразной рекреационной инфраструктурой дачного посёлка, в которую входили дом Отдыха «Опалиха», пансионат «Серебрянка»

##### Дом Отдыха «Опалиха»
Дом Отдыха «Опалиха», созданный на основе Усадьбы «Опалиха-Алексеевское» с комплексом зданий в стиле «сталинский классицизм» (возведено на фундаменте Усадебного дома) с сохранившимся ещё со времен князя Н. Б. Юсупова парком в французском стиле с каскадом прудов и усадебной инфраструктурой, позволявшей обеспечивать Дом отдыха продуктами питания «на месте». Поскольку дом отдыха имел ведомственную принадлежность Министерству среднего машиностроения, курировавшему атомную промышленность СССР, территория охранялась и в сезон отпусков (май-сентябрь), бОльшую часть времени находилась в закрытом режиме, когда в Доме отдыха гостили первые лица государства, среди которых был государственный и партийный деятель, руководитель советской атомной промышленности Ефим Славский, а также ряд видных учёных и заслуженных деятелей СССР: Игорь Курчатов, Сергей Королёв, Герман Титов и другие. Голубые ели вдоль основного корпуса Дома отдыха были посажены лично Ефимом Славским. За ним и его семьей Доме отдыха были закреплены постоянные помещения, и последние годы жизни Славский провёл в Доме отдыха «Опалиха».

##### Пансионат «Серебрянка»
Пансионат «Серебрянка» находился между железной дорогой Рижского направления и улицей Геологов в западной части Опалихи. Ведомственная принадлежность пансионата — Геологоразведка СССР, однако предназначался для отдыха широкого круга лиц и имел свободный доступ для местного населения на территорию. Отличался развитой и разнообразной рекреационной инфраструктурой: основной корпус с администрацией Пансионата, с отдельными номерами, столовой, кинотеатром, рестораном, мед. кабинетом и др., дополнительный жилой корпус, несколько отдельных домов-мини-коттеджей. У пансионата был свой физкультурно-оздоровительный комплекс, оборудованная экотропа через лес до водоема озеро «Лесное», где на т. н. «Опалиховском берегу» был оборудован пляж на фоне соснового и елового леса. Особо ценен как рекреационный комплекс — на территории имелись действующие скважины с питьевой минеральной водой (в настоящее время законсервированы). Также на территории пансионата находилась водонапорная башня, снабжавшая как пансионат, так и весь посёлок качественной водой. В 1970—1980-е годы Опалиха славилась питьевой водой, обладавшей высокими вкусовыми качествами. Однако с падением советской власти, пансионат утратил собственника, территория постепенно пришла в упадок, досуговая инфраструктура как пансионата, так и всего посёлка, утрачена, равно как и возможность пользоваться скважинами минеральной воды.
Здание пансионата пришло в упадок в 2000-е годы, был сохранен усадебный парк с каскадом прудов, зелёными насаждениями возрастом более чем два века и растительностью, занесенной в Красную книгу.
Пионерский лагерь «Геолог» входил в инфраструктуру пансионата «Серебрянка», однако был разрушен. На его месте находится ЖК «О2».

##### «Мосдачтрест»
Территория «Мосдачтрест», расположенная на проезде Дачная, окруженных лесом с западной стороны и сельхозугодиями с северной. К территории было доступно два водоема: озеро Лесное — дорога по опушке леса к берегу, называемому среди местных жителей «Ново-Никольский» и к северу — озеру «Полешинское». В зимний период местность славилась возможностью разнообразных лыжных маршрутов через лес.

### 1991—2004
В Опалихе были сокращены рекреационные предприятия, что породило безработицу и необходимость поиска работы в Москве. Это, в свою очередь, усилило нагрузку на общественный транспорт и дорожную инфраструктуру. Единственное действующее предприятие на территории Опалихи — Красногорский завод лекарственных трав: АО «Красногорслексредства» — крупнейший и старейший в России производитель лекарственных трав и сборов. Располагается в восточной части Опалихи на ул. Мира. Предприятие существует с 1938 года. Завод обеспечивает больше половины всего объёма российского рынка лекарственных трав и сборов. С 1991 года АО «Красногорсклексредства» входит в состав холдинга «Мартин Бауер».
ДК «Опалиха» располагается в её историческом административном центре, рядом со зданием, где ранее долгие годы находилась поселковая администрация. Рядом с ДК находится пруд, рекреационная зона и мемориал памяти Опалиховцам, погибшим в годы Великой Отечественной войны.
Также построено много новых коттеджей в основном за счёт бывших земель сельхозназначения, в годы Советской власти закреплённых за местным колхозом, который также прекратил свою деятельность после падения советской власти. В связи с включением дачного посёлка в городскую территорию Красногорска строятся многоэтажные жилые дома.
В непосредственной близости от железнодорожной станции Опалиха в 1995 году было начато, в 2006 году завершено строительство Храма Святой Преподобномученицы Елисаветы в Опалихе, в честь Великой Княгини Елизаветы Фёдоровны, имение которой располагалось неподалёку в Ильинском.

### Присоединение к Красногорску
19 октября 2004 года Постановлением Губернатора Московской области N 237-ПГ Б. В. Громова к дачному посёлку Опалихе присоединены деревни Аникеевка, Анино, Гореносово, село Ново-Никольское и посёлок Ткацкой фабрики. Спустя 9 дней, 28 октября 2004 года распоряжением вице-губернатора Московской области А. Б. Пантелеева (с согласия Совета депутатов Красногорского района Московской области) посёлок Опалиха присоединён к городу Красногорску и стал его микрорайоном, однако указанное решение не встретило у жителей поддержки. Администрация Опалихи расформирована, на её месте создан отдел районной администрации по обеспечению деятельности микрорайона. Жители посёлка, не согласные с решением, в течение двух лет обжаловали это решение, однако суд встал на сторону вице-губернатора.
В августе 2008 года в Опалихе и вблизи неё началось строительство жилья высокой этажности. На Аннинской улице строится десятисекционный 24-этажный жилой комплекс «Изумрудные холмы». В связи его заселением в последние годы резко ухудшилась транспортная инфраструктура города Красногорск и появились проблемы выезда из Опалихи.
С 2008 года в северо-восточной части Опалихи появился ЖК «Новая Опалиха», где преобладает малоэтажная жилая застройка.
С 2011 года на территории бывшего пионерского лагеря «Геолог» возвели ещё один жилой комплекс — «Опалиха O2». Застройщик — компания «Urban Group».
С 2015 года началось возведение нового жилого комплекса — «Опалиха О3». Застройщик — компания «Urban Group». По состоянию на 2018 год, из 16 домов этажностью от 4 до 8, были построены лишь 10, строительство остальных заброшено из-за банкротства застройщика и бегства его владельцев за границу, 5000 покупателей остались без квартир. Транзитный проезд через жилой комплекс до Новорижского шоссе местные жители пытаются ограничить с помощью шлагбаума и пропусков. Неподалёку находится ещё один заброшенный объект того же застройщика — ЖК «Лесобережный». В результате судебных разбирательств достройку объектов компании «Urban Group» взял на себя фонд защиты прав граждан — участников долевого строительства.
21 ноября 2019 года в Опалихе было открыто движение наземного метро Линии МЦД-2, а 6 апреля 2020 года была открыта построенная по современным стандартам станция «Опалиха».

## Население
В 1939 году население дачного посёлка Опалиха составляло 634 человека:12, 1951 году — 2333 жителя, а также ещё более 2 тысяч человек в прилегающих к посёлку фабрике лекарственных растений, общежитий 240-го завода, домах отдыха и других посёлках на территории, относимой к Опалихе. В 1957 году в Опалихе было около 7,5 тысяч жителей, а в летнее время их количество увеличивалось в несколько раз:12. По итогам переписи населения 2002 года посёлок Опалиха насчитывал 5132 жителей.

## Спорт
Опалиха и её окрестности популярны у любителей лыжного спорта. Однако, застройка и повышение численности населения привело к разорению многолетних лыжных трасс, в том числе трассы от пансионата «Серебрянка» (ул. Геологов) до озера «Лесное» берега которого несмотря на протесты жителей также были застроены, а лес разорен.
На территории физкультурно-оздоровительного комплекса «Опалиха» действует коттедж «Опалиха», рассчитанный более чем на 100 отдыхающих.
На территории ЖК «Новая Опалиха» функционирует фитнес-клуб N-ergo в инфраструктуру которого входит небольшой бассейн, а в сентябре 2017 года открылся физкультурно-оздоровительный комплекс на месте бывшей поселковой администрации.
В августе 2022 года футбольная команда Опалихи стала чемпионом летнего чемпионата г.о. Красногорск по футболу 8×8.